# José Antonio Vázquez Taín
Pour les articles homonymes, voir Vázquez et Tain (homonymie).
José Antonio Vázquez Taín, né à A Merca, en Galice, en 1968, est un juge, magistrat et écrivain espagnol.

## Biographie
Fils de Manuel Vázquez Outeiriño, homme politique galicien et maire d'A Merca, il passe son enfance dans la ville d'Ourense. Il est diplômé en droit de l'Université de Saint-Jacques-de-Compostelle. 
En 1999, il est nommé juge d'instruction de Vilagarcía de Arousa, et se fait connaître pour son combat contre le trafic de stupéfiants.
En 2011 et 2012, il est chargé du vol et de la récupération du Codex Calixtinus, affaire qui lui donne une audience internationale.
En 2013, il publie son premier roman, A lenda do santo oculto. En janvier de la même année, il est chargé de l'accident ferroviaire de Saint-Jacques-de-Compostelle. En septembre, il est nommé en tant que juge chargé du cas d'infanticide de la jeune adolescente Asunta Basterra Porto, et prend en charge l'affaire Asunta Basterra.

## Postérité
- Il est surnommé le Garzón galicien et le Robin des Bois de Vilagarcía[9].
- En 2024, dans la série L'Affaire Asunta de Netflix, il inspire le rôle du juge[10], joué par l'acteur espagnol Javier Gutiérrez Álvarez, doublé en version française par le comédien Pierre Tessier.

## Œuvres
- Santiago. La leyenda del santo oculto, 2013.
- Al infierno se llega deprisa, 2014.
- Matar no es fácil, 2015.
- El mar sin fondo, 2016.
- Grands jugements de l'histoire, 2018.

## Distinctions
- 2012: Prix Ourensanía de la Députation provinciale d'Ourense.